# Yacon
O yacon (Smallanthus sonchifolius), também conhecido como batata yacon, ou batata do diabético, é uma planta originária da Cordilheira dos Andes cujas folhas e raízes tuberosas são consumidas na forma natural em diversos países da América Latina. 

## Descrição
Além de alimento funcional é empregada no tratamento de colesterol alto e de diabetes, pois as suas raízes tuberosas contém frutano, tipo de açúcar não absorvido pelo trato digestivo.
Seu consumo era feito há milhares de anos pelos incas. 
A batata yacon tem sido produzida no interior de São Paulo. Atualmente as batatas já podem ser encontradas em diversos países da Europa, onde tornou-se importante alimento funcional. 
Ao contrário da batata doce e da inglesa, a batata yacon não deve ser frita, nem cozida. Ela é consumida crua, como uma fruta, ou na forma de suco. 
A planta costuma ser cultivada em terra fofa e em altitudes elevadas. Sua raiz necessita de muita água.

## Folhas
Na América do Sul as folhas de yacon são popularmente consumidas na forma de infusão para tratamento de diabetes, embora em escala bem menor que as raízes comuns.
Suas folhas possuem ação hipoglicêmica em ratos.
Não possuem frutanos, substâncias típicas de partes inferiores de plantas, mas sim diversos diterpenóides e lactonas sesquiterpênicas. As lactonas sesquiterpênicas são bastante conhecidas por seu largo espectro de ações biológicas e por sua ação tóxica através de consumo oral. Embora algumas destas lactonas das folhas do yacon apresentem ação anti-inflamatória in vitro, estudos in vivo ainda são necessários. Entretanto, estudo recente revela que há fortes evidências de que tais substâncias são as que mais contribuem para provocar os danos renais observados após o consumo oral do chá das folhas desta planta em animais por um período prolongado. Em suma, o uso oral das folhas do yacon não deve ser estimulado.

## Imagens

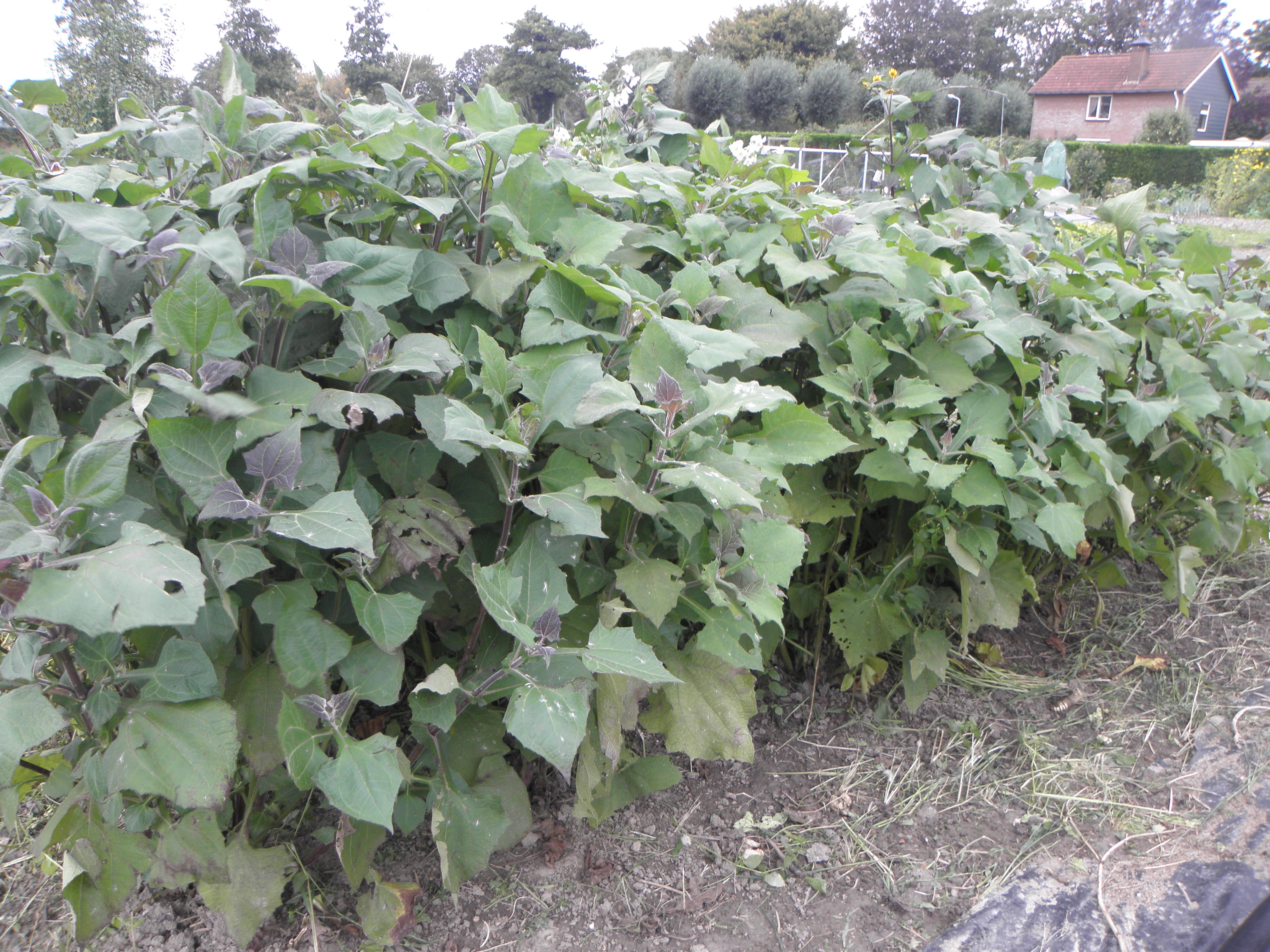
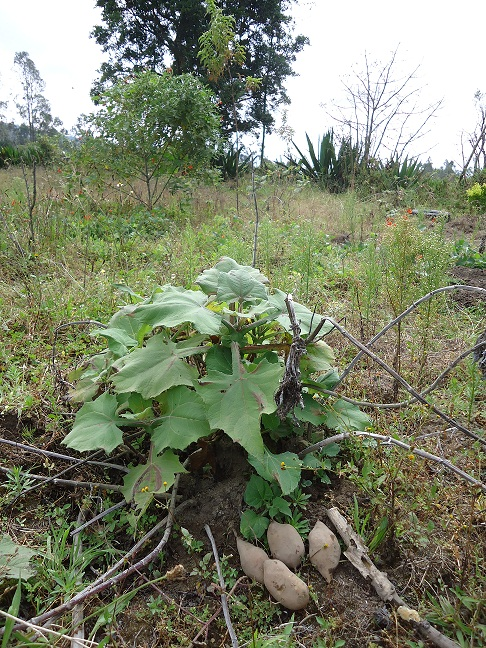
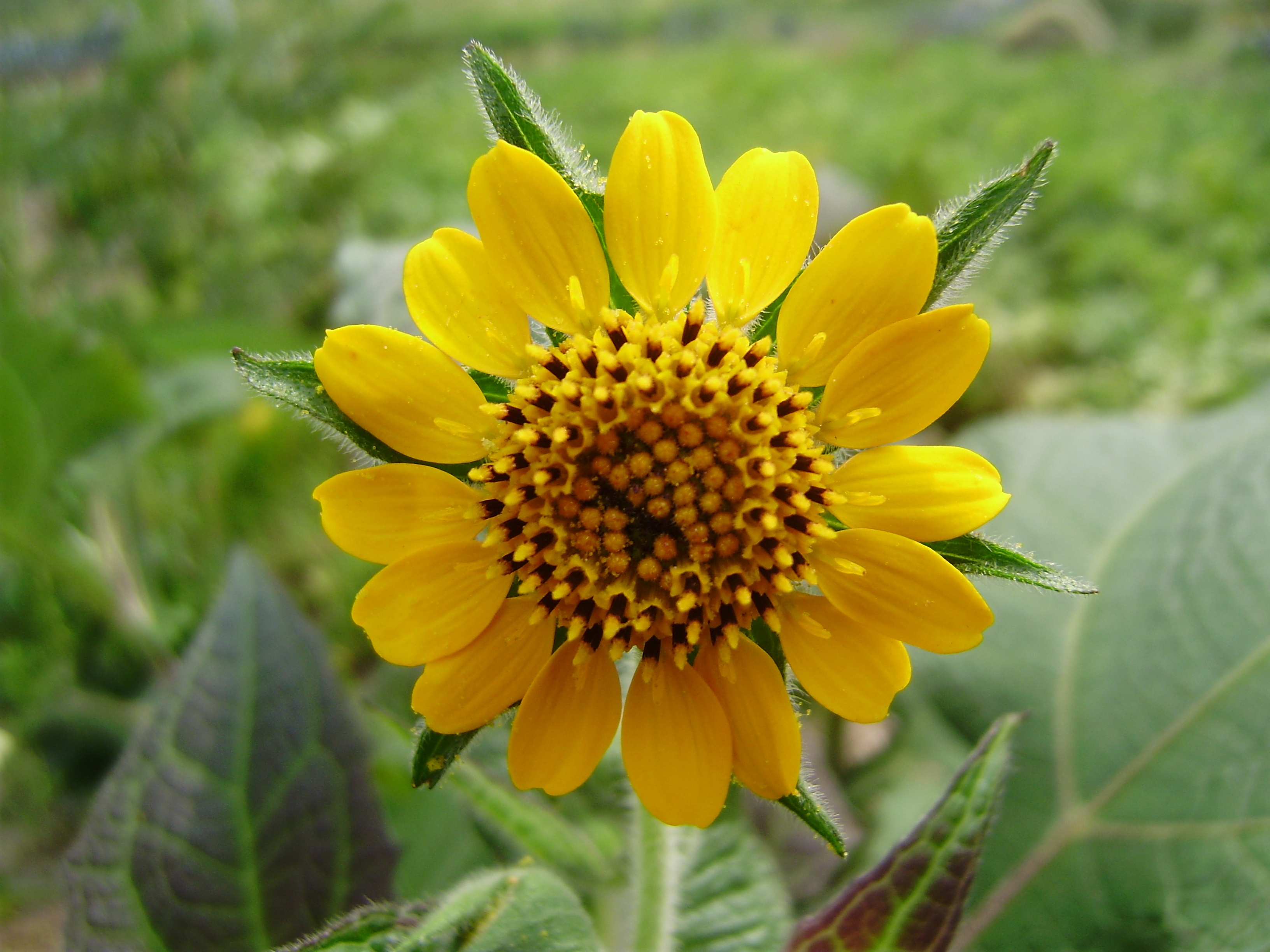
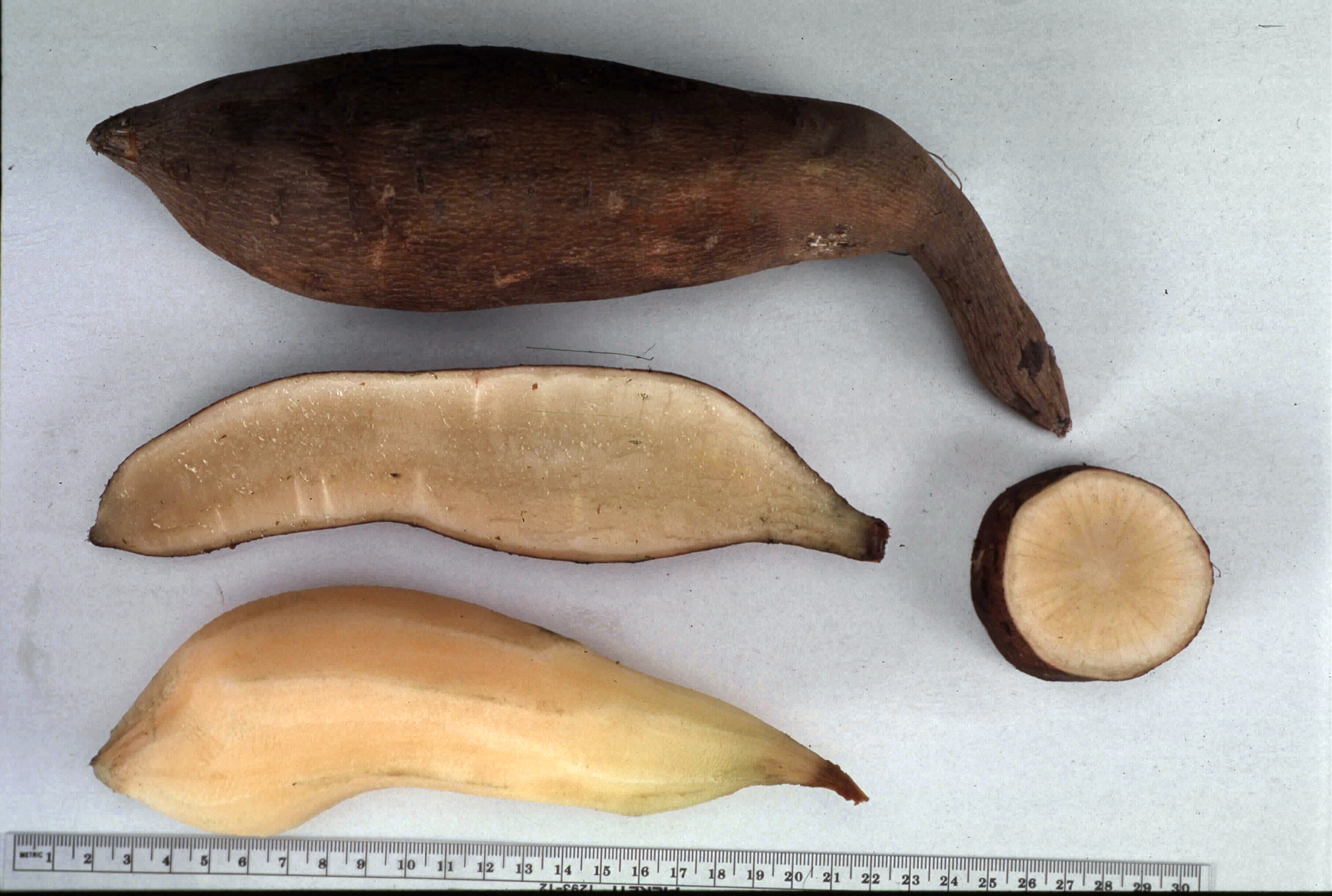